# Salve a ti, Nicaragua
Salve a ti, Nicaragua (Nós te saudamos, Nicarágua) é o hino nacional da Nicarágua.  Foi aprovado a 20 de Outubro de 1939 e adoptado oficialmente a 25 de Agosto de 1971. A letra é de Salomon Ibarra Mayorga, e o arranjo musical de Luis A. Delgadillo.
A música data do século XVIII, época em que era usada como hino litúrgico por um monge espanhol, Frei Castinove. Era a Nicarágua, então, colónia de Espanha. Durante os primeiros anos de independência, foi usado para saudar as decisões do Tribunal Supremo do estado da Nicarágua, então membro dos Estados Unidos da América Central.
O hino foi por várias vezes substituído por outras canções durante os vários períodos de sublevação   e revoluções. Foi restaurado a 23 de Abril de 1918 no final da última revolução liberal. A nova letra do hino foi posta, então, em concurso, sendo pedido aos autores que apenas mencionassem paz e trabalho, já que o país acabava de sair de uma guerra civil. De facto, é o único hino da América Latina que fala de paz em vez de guerra.
O governo conservador, pró-espanhol, então em funções, decidiu prontamente galardoar com o primeiro lugar o professor e poeta Salomon Ibarra Mayorga. O hino substituiu, assim, o mais bélico Hermosa Soberana (Formosa Soberana) - uma marcha militar anti-hispânica que na altura passou a ser considerada embaraçosa, num país com profundas origens espanholas.